# 諾伍德 (堪薩斯州)
諾伍德（英語：Norwood）是位於美國堪薩斯州富蘭克林縣的一個鬼鎮。

## 歷史
諾伍德的郵政局於1868年設立，直到1914年結束營運。